# Nicolaj Møller Madsen
Nicolaj Møller Madsen (født 10. marts 1993 i Søndersø) er en dansk racerkører, der i 2016 skal køre Audi i de fem løb i Europas største GT3-serie Blancpain Sprint Series for det tyske team Phoenix Racing.
I 2017 blev Nicolaj Møller Madsen frakendt kørekortet i 12 måneder efter gentagne gange at have kørt for stærkt.
I 2022 blev Nicolaj Møller Madsen kendt skyldig i en trafikforseelse, som udløste frakendelse af føreretten i 1,5 år og 14 dages ubetinget fængsel.

## Karriere
Møller Madsen voksede op ved et autoværksted i den nordfynske by Søndersø, og begyndte at køre gokart som 4-årig. Han begyndte hurtigt at køre stærkt, og blev Danmarks andenmest vindende gokart-kører, med blandt andet tre danmarksmesterskaber, ét europamesterskab, og bronzemedaljer ved VM 2010. Han er til dato kun overgået af Jan Magnussen.
Han blev i 2008 en del af Dansk Automobil Sports Union og Team Danmarks talentprogram. Som den hidtil yngste ud af de 28 forrige, blev han som 17-årig i november 2010 kåret til Årets Bilsportskører i Danmark. Møller Madsen var ligeledes den første gokart-kører, til at modtage prisen.
I 2011 kørte han Yokohama 2000, mens han i årene 2013 og 14 kørte Scirocco R-Cup, og blev juniormester i '14. Samme år kørte han også med i Yokohama SuperCup.

### Audi
Audi stiftede i 2015 en talentserie med navnet "Audi Sport TT Cup", der blev kørt i Tyskland. Her sluttede Møller Madsen i den første sæson på en samlet andenplads ud af 24 kørere. I seriens 12 løb, kom han på podiet ni gange.
Som den eneste af kørerne fra Audi Sport TT Cup i 2015, var Nicolaj Møller Madsen den eneste som Audi valgte at skrive kontrakt med for 2016-sæsonen. Dette skete igennem at han blev tilknyttet det tyske team Phoenix Racing, som skulle køre Europas største GT3-serie Blancpain Sprint Series, der bestod af fem løbsweekender. Her betalte Audi halvdelen af Møller Madsens samlede budget for deltagelse, hvor han selv skulle finansiere resten af det store millionbeløb. Planen er at Møller Madsen og Audi skal arbejde hen imod et fælles samarbejde omkring deltagelse i 24 Timers Le Mans-løbet.

## Sponsorer
Forud for 2015-sæsonen havde han samlet 1,3 millioner kroner fra 85 sponsorer, til at hjælpe med finansieringen i Audi Sport TT Cup.
Til at finansiere Nicolaj Møller Madsens racingkarriere, havde han i februar 2016 samlet et erhvervsnetværk med over 120 sponsorer og medlemmer, med Bunker Holding som en af de største bidragsydere. Desuden havde han i samarbejde med et managementbureau, samlet et advisory board med en række iværksætterprofiler, der rådgav racerkøreren. Disse var blandt andre Lars Seier Christensen og Johan Bülow.
Den 1. maj 2016 solgte Møller Madsen 49 % af sit racing-team, Møllermadsen Racing ApS, til den fynske forretningsmand Bjørn Lund Smidt. Det store millionbeløb var med til sikre flere testkørsler, ligesom Nicolaj Møller Madsen fik folk til at varetage alt PR og pressearbejde.

## Hæder
- 2007 – Årets karting talent
- 2010 – Årets Bilsportskører i Danmark